# Кортине
Кортине (словен. Kortine) — поселення в общині Копер, Регіон Обално-крашка, Словенія. Висота над рівнем моря: 128,3 м.